# Prix Paul-Langevin
Ne doit pas être confondu avec le prix Langevin de l'Académie des sciences.
Le prix Paul-Langevin est un prix créé en 1956 et attribué chaque année depuis 1957 par la Société française de physique. Il récompense un physicien français pour ses travaux en physique théorique.

## Récipiendaires[1]
- 1957 : Yves Ayant
- 1958 : Jacques Winter
- 1959 : Roland Omnès
- 1960 : Philippe Nozières
- 1961 : Cyrano de Dominicis (de)
- 1962 : Jacques Villain
- 1963 : Claude Cohen-Tannoudji
- 1964 : Marcel Froissart
- 1965 : Robert Arvieu
- 1966 : Roger Balian
- 1967 : Jean Lascoux
- 1968 : Émile Daniel
- 1969 : Jean Ginibre
- 1970 : Daniel Bessis
- 1971 : Loup Verlet
- 1972 : Claude Itzykson
- 1973 : André Neveu (en)
- 1974 : Édouard Brézin
- 1975 : Dominique Vautherin
- 1976 : Gérard Toulouse
- 1977 : Jean Zinn-Justin
- 1978 : Jean Iliopoulos
- 1979 : Richard Schaeffer
- 1980 : Roland Seneor et Jacques Magnen
- 1981 : Yves Pomeau
- 1982 : Pierre Fayet
- 1983 : Serge Aubry
- 1984 : Thibault Damour
- 1985 : Mannque Rho
- 1986 : Bernard Julia
- 1987 : Bernard Souillard
- 1988 : Paul Manneville
- 1989 : Jean Bellissard (de)
- 1990 : Pierre Coullet
- 1991 : Jean-Bernard Zuber (de)
- 1992 : Rémi Mosseri
- 1993 : Jean-François Joanny
- 1994 : Dominique Escande
- 1995 : Costas Kounnas
- 1996 : Vincent Hakim
- 1997 : Patrick Mora
- 1998 : Denis Bernard
- 1999 : Pierre Binétruy
- 2000 : Jean-Louis Barrat
- 2001 : Vincent Pasquier
- 2002 : Leticia Cugliandolo et Jorge Kurchan
- 2004 : Bart Van Tiggelen
- 2005 : Satya Majumdar
- 2008 : Rémi Monasson (remis en 2010)
- 2009 : Alain Barrat
- 2010 : Jean-Philippe Uzan
- 2015 : François Gelis et Ubirajara van Kolck
- 2016 : Silke Biermann et Jesper Jacobsen (eo)
- 2017 : Olivier Bénichou et Raphaël Voituriez
- 2021 : Mariana Grana et Cédric Deffayet
- 2022 : Kirone Mallick